# دمیرلی (احسانیه)
دمیرلی (به ترکی استانبولی: Demirli) یک منطقهٔ مسکونی در ترکیه است که در احسانیه واقع شده‌است.